# Evangelikale Exegese
Die evangelikale Exegese der Bibel ist eine in sich nicht geschlossene Methode der Bibelauslegung. Die meisten Theologen und Laienprediger, die diese evangelikale Form der Auslegung anwenden, gründen sich auf der Heiligen Schrift als Offenbarung Gottes.

## Hermeneutische Grundlagen
Die Klärung des Bibelverständnisses steht vor jeder exegetischen Arbeit. Ein wichtiges Dokument zu den Grundlagen und Methoden bildet die Chicago-Erklärung. Dieses bekenntnishafte Dokument wird allerdings nur von einem Teil evangelikaler Theologen übernommen. Einige Stichpunkte und ein grober Überblick zu den hermeneutischen Grundlagen soll hier gegeben werden.
- Die Bibel ist zuerst Wort Gottes und erst in zweiter Linie Menschenwort. Das sehen Evangelikale jedoch im Allgemeinen nicht als ein wörtliches Diktat des Heiligen Geistes. In ihren Augen haben menschliche Schreiber mit ihrer Persönlichkeit und ihrem Stil, vom Heiligen Geist inspiriert, die biblischen Texte geschrieben.[1]
- Die Bibel ist zuverlässig in allen Aussagen, die den Glauben und die Erlösung des Menschen betreffen. In diesem Punkt stimmen alle Evangelikalen überein. Von den meisten werden die biblischen Berichte auch im Wesentlichen als historische Berichte gesehen. Auch von der Chicago-Erklärung wird abgelehnt, die Bibel anhand von Maßstäben für Wahrheit und Irrtum zu messen, die ihrem Gebrauch und ihrem Zweck fremd sind. Faktoren wie das Fehlen moderner technischer Präzision, Beschreibung der Natur nach der Beobachtung, der Gebrauch von Übertreibungen oder gerundeten Zahlen oder die Verwendung freier Zitate stellen nach der Chicagoer Erklärung die Irrtumslosigkeit der Bibel nicht in Frage.[1]
- Nichtkanonische Texte können von historischem Interesse sein, aber es wird strikt abgelehnt, sie auf die gleiche Stufe wie die kanonischen Texte zu stellen. Der Kanon wird als Teil der biblischen Inspiration und göttlichen Vorhersehung gesehen: die Kirche hat den Kanon nicht bestimmt, sondern sie hat ihn entdeckt.[2][3]

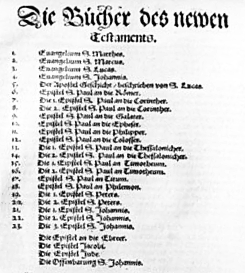
Die Bücher des Neuen Testaments in einer Bibel von 1567

- Die Bücher des Neuen Testaments in einer Bibel von 1567 Altes Testament und Neues Testament werden jeweils und zusammen als ein Ganzes gesehen, die biblischen Bücher ergänzen sich gegenseitig zu einer Gesamtaussage. Biblische Texte werden in den Zusammenhang des Bibelabschnitts, des biblischen Buches und der gesamten Bibel gestellt und nicht für sich allein ausgelegt. Neben dem Neuen Testament gelten nur die hebräischen Schriften, ohne die deuterokanonischen Schriften des Alten Testaments, als Kanon und als verbindlicher biblischer Text.
- Die evangelikale Exegese arbeitet zwar in gewisser Weise auch historisch-kritisch, lehnt aber Vorgehensweisen ab, die insbesondere durch die klassische historisch-kritische Exegese geprägt wurden, die dazu führen, dass der Text relativiert, für ungeschichtlich gehalten oder verworfen wird.[1] Andererseits gibt es durchaus evangelikale Theologen, wie Craig Blomberg, die Methoden der historisch-kritischen Exegese moderat anwenden und beispielsweise die Zweiquellentheorie bejahen.
- Die Bibeltexte werden nicht wörtlich, sondern historisch-grammatikalisch ausgelegt. Als primäre Bedeutung des Textes wird die ursprünglich vom Autor intendierte angenommen, die er seinen Hörern mitteilen wollte. Das schließt eine gründliche Erarbeitung der im Urtext verwendeten Wörter und Grammatik ebenso ein, wie eine Berücksichtigung der literarischen Form und des kulturellen Kontexts. Diese primäre Bedeutung ist die Grundlage für die Auslegung für den zeitgenössischen Hörer – eine Auslegung, die der primären Bedeutung des Texts widerspricht, wird abgelehnt.[4]
- Die Bibel ist Gottes Wort und damit die letztinstanzliche Autorität für Fragen der christlichen Lehre und Ethik. Kirchliche Bekenntnisse und Dogmen werden als Zusammenfassungen von wesentlichen biblischen Aussagen gesehen, haben aber keine Autorität, um die Bibel zu interpretieren.
- Im Umgang mit angeblichen Irrtümern und Widersprüchen in der Bibel gehen Evangelikale im Allgemeinen davon aus, dass es sich um Fehler der Textüberlieferung oder der menschlichen Interpretation handelt. Unerklärbares wird auf die Grenzen menschlichen Wissens zurückgeführt und nicht auf Fehler im Text. Es besteht kein Anspruch, sämtliche so genannte Irrtümer oder Widersprüche der Bibel zufriedenstellend erklären zu können.[5] Evangelikale gehen in Bezug auf die Irrtumslosigkeit von der grammatikalisch-historischen Aussage des Textes aus.
- Der Urtext wird als maßgeblicher Bibeltext gesehen. Von daher sind Methoden und Erkenntnisse der Textkritik allgemein akzeptiert und sogar geschätzt.[6]

„Einer der Hauptfehler bei der Interpretation ist der Provinzialismus, der Glaube, dass das System, in dem man selbst ausgebildet wurde, das einzige System ist. Ein weiterer Fehler besteht in der Annahme, dass traditionelle oder vertraute Interpretationen die einzig angebrachten sind.“

## Grundzüge des exegetischen Vorgehens
Das exegetische Vorgehen ist für das Alte und das Neue Testament grundsätzlich ähnlich, kleinere Unterschiede ergeben sich aus der Unterschiedlichkeit der Texte und der Sprache. Die folgende Übersicht der Vorgehensweise orientiert sich an den Methodenbüchern Das Studium des Alten Testaments und Das Studium des Neuen Testaments.

### Vorgehensweise
1. Der Text
Dazu gehört die Übersetzung aus dem Urtext, sowie die Betrachtung textkritischer Schwierigkeiten und Varianten.
2. Literarische Analyse
Eine detaillierte Analyse und Untersuchung zur Grammatik, Syntax, Form, Gattung, den Vokabeln und den stilistischen Merkmalen.
3. Historische Fragen
Versuch einer Einordnung in die damalige Umwelt, sowie Untersuchung der Begriffe unter Berücksichtigung archäologischer Wissenschaften.
4. Theologische Auslegung
Erfassung der theologische Aussagen des Textes und Einordnung in den gesamtbiblischen Kontext (Bezug AT-NT oder NT-AT), die Traditionsgeschichte und die systematische Theologie.
5. Hermeneutische Relevanz
Die Verbindung zur praktischen Theologie: Was hat der Text heute zu sagen und wie kann er homiletisch angewandt werden?